# Meunasah Tunong Lueng
Meunasah Tunong Lueng is een bestuurslaag in het regentschap Bireuen van de provincie Atjeh, Indonesië. Meunasah Tunong Lueng telt 484 inwoners (volkstelling 2010).